# Vostok 4
Vostok 4 (Восток 4) byla sovětská vesmírná mise v programu Vostok, která vynesla kosmonauta Pavla Popoviče na oběžnou dráhu. Mise Vostok 3 a Vostok 4 startovaly den po sobě a poprvé v historii se na oběžné dráze nacházely dvě kosmické lodě současně, což umožnilo sovětskému řídícímu středisku naučit se zvládnout i takovýto scénář.

## Údaje o lodi
Kosmická loď Vostok 4 odstartovala na stejnojmenné raketě z kosmodromu Bajkonur v Kazachstánu. Jednalo se o jednomístnou loď o délce 5 metrů, průměru 2,3 metru a hmotnosti 4723 kg.
V katalogu COSPAR dostala označení 1962-037A. Byla šestou lodí z naší planety. Pohybovala se na oběžné dráze ve výši 180-237 km nad Zemí.

## Posádka
- Pavel Popovič

### Záložní posádka
- Vladimir Komarov

## Průběh letu

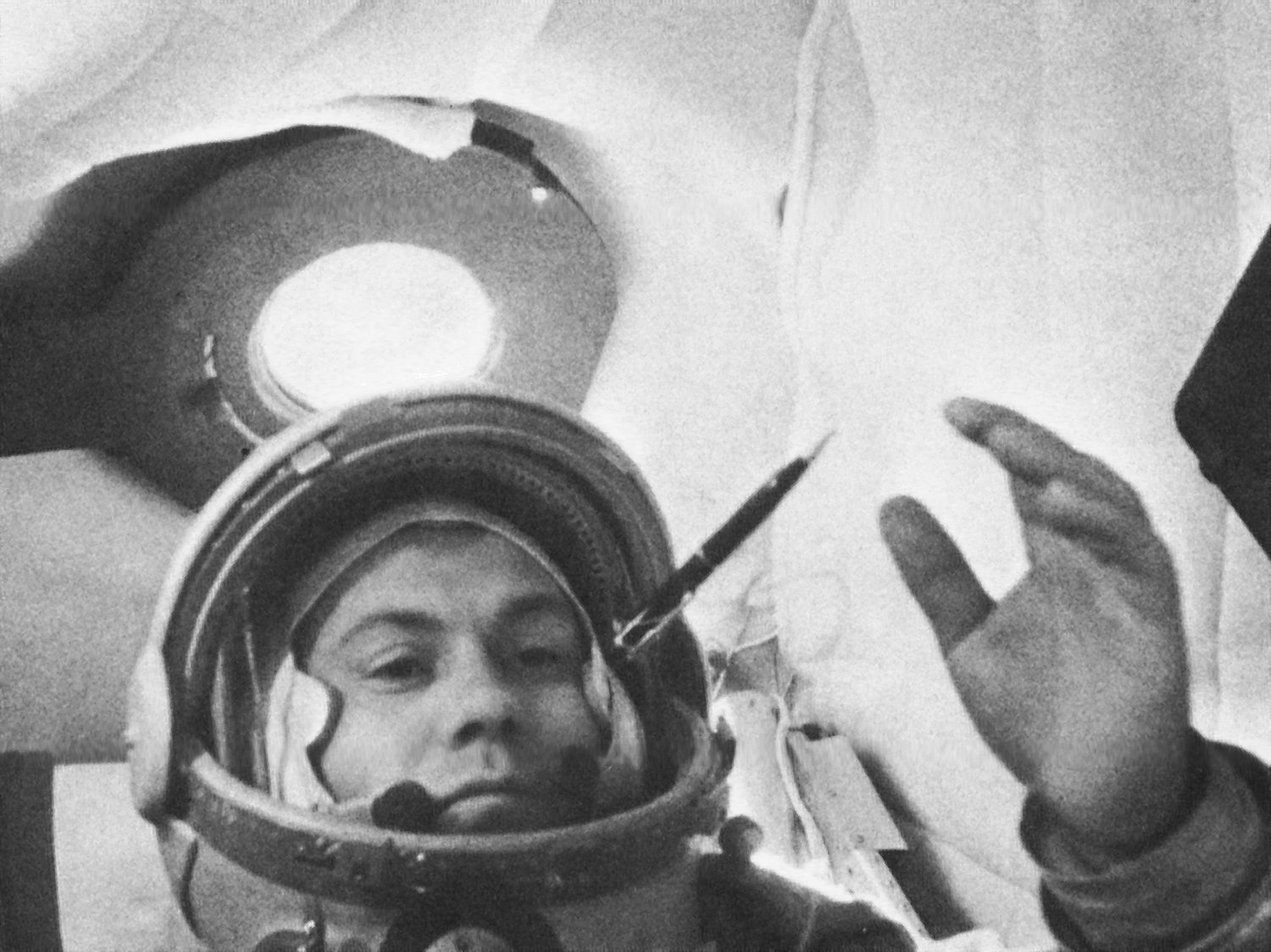
Pavel Popovič v kabině kosmické lodi Vostok 4.

Kosmonauti na palubách obou lodí poprvé v historii kosmických letů mezi sebou komunikovali rádiem. Vzdálenost mezi loděmi byla 6,5 km. Volací znak lodi byl Berkut. Během mise částečně selhal systém pro podporu života, když teplota v kabině klesla na 10 °C. Let byl ukončen dříve po nedorozumění s pozemním střediskem, které si myslelo, že Popovič jim zadal kódové slovo pro dřívější návrat. Loď během své mise 48x oběhla zeměkouli a celková doba letu trvala 70 hodin a 44 minut .
Popovič přistál na padáku u obce Atasu v Karagandské oblasti SSSR.
Návratová kapsle, která přistála na svém padáku, je uložená v moskevském muzeu NPO Zvezda, ale byla upravená tak, aby reprezentovala loď Voschod 2.